# Óskar Jónasson
Óskar Jónasson, född 30 juni 1963 i Reykjavik, är en isländsk filmregissör och manusförfattare. Han är känd för att ha regisserat samt skrivit filmen Reykjavik-Rotterdam som var Islands kandidat till Oscar för Bästa icke-engelskspråkiga film.